# Zoquitlán (Guerrero)
Zoquitlán es una localidad del estado mexicano de Guerrero. Es parte del municipio de Atlixtac.

## Demografía
| Censo | Población |
| ----- | --------- |
| 1970  | 472       |
| 1980  | 445       |
| 1990  | 909       |
| 1995  | 1 118     |
| 2000  | 1 192     |
| 2005  | 1 262     |
| 2010  | 1 485     |
| 2020  | 1 726     |